# 喬瓦尼·雷納
喬瓦尼·亞歷杭德羅·雷納（英語：Giovanni Alejandro Reyna；2002年11月13日—）是一名美国足球运动员，目前效力於德甲球會多特蒙德，美國國家足球隊成員。

## 俱乐部生涯
2020年1月18日，雷納在德甲联赛上演了处子秀，他在第72分钟替補出場。這場比賽最終多特蒙德以5-3击败奥格斯堡。因此他以17岁零66天的年齡成为德甲有史以来最年轻的美国出場球員。上一個記錄是由克里斯蒂安·普利希奇創造的。  

2020年2月4日，雷納在2019年至2020年德国足协杯十六強比賽中打进了自己的第一个成年职业比賽进球。他也成为了德国足協杯历史上最年轻的進球者（該記錄又於2020年9月14日被贝林厄姆打破）。但這場比賽多特蒙德最終以2-3不敵雲達不萊梅體育會無緣德國足協杯下一輪。

## 个人生活
雷納是前美国职业足球运动员克劳迪奥·雷纳和美国女子国家足球队前球员丹妮爾·伊根的儿子。
雷納的名字喬瓦尼來自於他父亲的前流浪者足球俱乐部队友乔瓦尼·范布隆克霍斯特。

## 生涯統計

### 國家隊進球
最後更新：2021年6月6日
| #  | 日期       | 比賽場地                             | 對手     | 比分 | 賽果 | 賽事                                    |
| -- | ---------- | ------------------------------------ | -------- | ---- | ---- | --------------------------------------- |
| 1. | 2020.11.16 | 奧地利, 維也納新城, 維也納新城體育場 | 巴拿马   | 1–1  | 6–2  | 友誼賽                                  |
| 2. | 2021.03.28 | 北愛爾蘭, 貝爾法斯特, 溫莎公園       | 北爱尔兰 | 1–0  | 2–1  | 友誼賽                                  |
| 3. | 2021.06.06 | 美國, 丹佛, 哩高球場                 | 墨西哥   | 1–1  | 3–2  | 2019–20年中北美洲及加勒比海國家聯賽決賽 |
| 4. | 2021.06.09 | 美國, 桑迪, 力拓球場                 |          | 4-0  | 4-0  | 友誼賽                                  |

## 榮譽

### 俱樂部
多特蒙德
- 德國盃冠軍：2021年[7]

### 國家隊
美國
- 中北美洲及加勒比海國家聯賽冠軍：2019–20[8]

### 個人
- 美國年度最佳青年球員：2020年

## 外部連結
- 足球数据库：喬瓦尼·雷納的球员统计数据
- Soccerway資料庫：喬瓦尼·雷納